# Остаци пестицида
Остаци пестицида се односе на пестициде који могу остати на или у храни након што се нанесу на усеве за исхрану. Максимално дозвољене нивое ових остатака у храни често прописују регулаторна тела многих земаља.  Прописи као што су интервали пре жетве такође често спречавају жетву усева или производа од стоке ако су недавно третирани како би се омогућило да се концентрације остатака током времена смање на безбедне нивое пре жетве.  Изложеност опште популације овим остацима најчешће се дешава кроз конзумацију третираних извора хране или у блиском контакту са подручјима третираним пестицидима као што су фарме или травњаци.
Многи од ових хемијских остатака, посебно деривати хлорисаних пестицида, показују биоакумулацију која би могла да нарасте до штетних нивоа у телу као и у животној средини. Трајне хемикалије се могу увећати кроз ланац исхране и откривене су у производима у распону од меса, живине и рибе, до биљних уља, орашастих плодова и различитог воћа и поврћа.
Циљ европске прехрамбене стратегије јесте да се до 2030. године чак 25 одсто пољопривредног земљишта органски обрађује и тиме знатно смањи употреба пестицида и ђубрива у производњи хране.

## Дефиниција
Пестицид је супстанца или мешавина супстанци у храни за људе или животиње која је резултат употребе пестицида која се користи за уништавање штеточина: организама опасних за култивисане биљке или животиња, укључујући све специфициране деривате, као што су производи разградње и конверзије, метаболити, производи реакције и нечистоће за које се сматра да су од токсиколошког значаја.
Термин се односи на различите пестициде као што су инсектициди, фунгициди, хербициди и нематоциди. Примена пестицида на усеве и животиње може оставити остатке пестицида у или на храни који се када се конзумирају сматрају токсиколошки значајним.

## Предуслови
Пестициди се користе за сузбијање разних штеточина, као што су комарци, крпељи, пацови и мишеви. Пестициди се такође користе у пољопривреди за сузбијање корова, инсеката и болести. Постоји много различитих врста пестицида; сваки је замишљен да буде ефикасан против одређених штеточина. Међутим пестициди су отрови икоји могу да нашкоде више од само „штеточина“ на које су циљани. Они су токсични, а излагање пестицидима може изазвати бројне здравствене ефекте. Они су повезани са низом озбиљних болести након дуготрајне изложеност пестицидима у које спадају Паркинсонове болест, астма, депресија и анксиозност, поремећај пажње и хиперактивност и рак, укључујући леукемију и Ходгкинов лимфом.
Од краја Другог светског рата, хемијски пестициди су постали најважнији облик контроле биљних штеточина и болести. Пестициди се могу класификовати у две категорије:
- Пестициди прве генерације - који су коришћени пре 1940. године, укључивали су супстанце као што су арсен , жива и олово . Брзо су напуштени због њихове високе токсичности и релативне неефикасности.

- Пестициди друге генерације - у које спадају синтетичка органска једињења.

Употреба ових пестицида је доживела убрзани раст касних 1940-их , након открића ДДТ- а 1939. године. Ови пестициди су широко коришћени због своје ефикасности у контроли штеточина и других биоагресора. Међутим, већ 1946. године људи су почели да се опиру широкој употреби пестицида, посебно ДДТ-а због његовог штетног дејства на нециљане биљке и животиње. У другој половини 20. века почела је да расте свест о проблему остатака пестицида и њиховим потенцијалним здравственим ризицима. Шездесетих година прошлог века , Рејчел Карсон је објавила своју књигу, Тихо пролеће , да би илустровала ризике ДДТ -а и како он угрожава биодиверзитет.

## Остаци пестицида у храни
Најновији извештај ЕФСА показао да је у око два одсто контролисаних узорака хране у ЕУ било прекорачења дозвољеног нивоа средстава за заштиту биља која се користе у пољопривреди.
Како је ЕФСА саопштила од укупно 96.302 узорка, прикупљених у 2019. години, у 96,1 одсто случајева утврђено је да су те количине биле у законски дозвољеним границама, док је код 3,9 процената узорака премашена максимална количина остатака.
Према анализама одређених група намирница у оквиру програма који координира и финансира ЕУ (ЕУЦП), узето је 12.579 узорака а у овом случају два одсто било је изнад дозвољене границе. Истраживачи су насумично узели узорке 12 прехрамбених производа и на том списку нашле су се: јабуке, купус, салата, брескве, спанаћ, јагоде, парадајз, зоб, јечам, црно и бело грожђе за производњу вина, као и кравље млеко и свињска маст.
Према групи за заступање органске хране и Радној групи за животну средину, куповина одређене органске хране може значајно смањити изложеност остацима пестицида, до око 90%, што је у супротности са списком намирница које су представљене као оне које садрже велике количине остатака пестицида. Међутим, иако на десетине „прљавих“ намирница може садржати више остатака пестицида од других производа, њихов ниво остатака је релативно низак у поређењу са дозама које заиста могу да имају ефекат у случају хроничног ниског нивоа изложености. Једна студија израчунала је да дугорочна изложеност потрошача овим пестицидима; показује да су нивои изложености 1.000 пута нижи од најнижих нивоа који ће вероватно имати неки ефекат, односно да према научним доказима постоји врло мали ризик повезан са конзумирањем ове хране упркос њиховим упитним етикетама.

## Регулатива
На глобалном нивоз свака земља усваја сопствену пољопривредну политику и сопствене стандарде:
- максимални лимит остатака (МРЛ) и
- прихватљив дневни унос (АДИ).

Степен употребе адитива за храну варира у зависности од земље, јер се облици пољопривреде разликују у зависности од различитих географских или климатских фактора.
Пошто је ЕПА (U.S. Environmental Protection Agency) у САД утврдила да одређени „пестициди са минималним ризиком“ који представљају мали или никакав ризик по људско здравље или животну средину, ЕПА их је изузела од захтева да буду регистровани према Савезном закону о инсектицидима, фунгицидима и родентицидима.

### Међународна регулатива
Неке земље да би поставиле своје границе остатака пестиицида користе међународну књигу прописа Codex Alimentarius која регулише максималне границе остатака пестицида. Овај кодекс су 1963. године основале Организација за храну и пољопривреду Уједињених нација (ФАО) и Светска здравствена организација (СЗО) да би развиле стандарде за храну, смернице, кодексе праксе и препоруке за безбедност хране. Codex Alimentarius тренутно користи 185 земаља чланица и једна организација, чланица (Европска унија).
Следећа табела приказује пример максималне границе остатака (МРЛ) за зачине које је усвојила комисија Codex Alimentarius.
| Пестицид          | Група или подгрупа зачина                         | МРЛ (мг/кг) |
| ----------------- | ------------------------------------------------- | ----------- |
| Ацефат            | Група 028 у потпуности                            | 0,2         |
| Азинфос-метил     | Група 028 у потпуности                            | 0,5         |
| Хлорпирифос       | Семе Воће или бобице Корени или ризоми            | 5 1         |
| Хлорпирифос-метил | Семе Воће или бобице Корени или ризоми            | 1 0,3 5     |
| Циперметрин       | Воће или бобице Корени или ризоми                 | 0,1 0,2     |
| Диазинон          | Семе Воће Корени или ризоми                       | 5 0,1 0,5   |
| Дихлорвос         | Група 028 у потпуности                            | 0,1         |
| Дикофол           | Семе Воће или бобице Корени или ризоми            | 0,05 0,1    |
| Диметоат          | Семе Воће или бобице Корени или ризоми            | 5 0,5 0,1   |
| Дисулфотон        | Група 028 у потпуности                            | 0,05        |
| Ендосулфан        | Семе Воће или бобице Корени или ризоми            | 1 5 0,5     |
| Етион             | Семе Воће или бобице Корени или ризоми            | 3 5 0,3     |
| Фенитротион       | Семе Воће или бобице Корени или ризоми            | 7 1 0,1     |
| Ипродион          | Семе Воће или бобице Корени или ризоми            | 7 1 0,1     |
| Малатион          | Семе Воће или бобице Корени или ризоми            | 2 1 0,5     |
| Металакил         | Семе                                              | 5           |
| Метамидофос       | Група 028 у потпуности                            | 0,1         |
| Паратион          | Семе Воће или бобице Корни или ризоми             | 0,2 0,10 2  |
| Паратион метил    | Семе Воће или бобице Корени или ризоми            | 5 5 0,3     |
| Перметрин         | Група 028 у потпуности                            | 0,05        |
| Фентоат           | Семе                                              | 7           |
| Форат             | Семе Воће или бобице Корени или ризоми            | 0,5 0,1     |
| Фосалон           | Семе Воће или бобице Корени или ризоми            | 2 2 3       |
| Пиримикарб        | Семе                                              | 5           |
| Пиримифос метил   | Подгрупа семена Подгрупа воћа                     | 3 0,5       |
| Квинтозен         | Подгрупа семена Воће или бобице Корени или ризоми | 0,1 0,02 2  |
| Винклозолин       | Цела група зачина                                 | 0,05        |

## Програм праћења остатака пестицида
Програми праћења остатака пестицида у храни, који се континуирано спроводе широм света, обезбеђују да потрошачи не буду изложени нежељеним нивоима остатака пестицида, као и да се у производњи користе само регистрована једињења. У том смислу све земље дужне су да врше званичну контролу присуства резидуа пестицида у храни, у складу са Уредбом ЕЦ 396/2005.
И у Републици Србији на снази је програм мониторинга резидуа пестицида у храни, а резултати анализа великог броја насумично одабраних узорака воћа на српском тржишту протеклих година указује на оправданост увођења оваквог програма.

## Препоруке
Присуство остатака пестицида у органским производима не би требало да се повезују са директним утицајем због уз употребу пестицида него последицу других фактора као што су појава заношења или контаминирано окружење. У том смислу рад на првом месту мора бити на подизању свести код људи о:
- предностима производа из органске пољопривреде,[16]

- потреби заштите животне средине,[17]

јер су то водећим чиниоци, с обзиром да биљке могу акумулирати пестициде из загађеног земљишта, воде или ваздуха.